# Gun Smoke (film 1931)
Gun Smoke è un film del 1931 diretto da Edward Sloman.

## Trama
Seguendo un omicidio e una rapina in una grande città ad Est degli USA, il boss Kedge Darvas (Boyd) e alcuni dei suoi scagnozzi, prendono un treno diretto in una piccola città ad Ovest dell'Idaho, con l'intenzione di nascondersi lì finché la situazione non si fosse calmata a Chicago o New York o ovunque si sarebbero nascosti. Qui vengono accolti a braccia aperte dai cittadini che li scambiano per degli investitori con soldi da spendere. 
Il film fu prodotto dalla Paramount Pictures

## Distribuzione
Distribuito dalla Paramount Pictures, uscì nelle sale cinematografiche USA l'11 aprile 1931.